# Estación Quemú Quemú
Quemú Quemú es una estación ferroviaria ubicada en la ciudad de Quemú Quemú, en el Departamento Quemú Quemú, Provincia de La Pampa, Argentina.

## Ubicación
La estación se encuentra ubicada a 130 km de la ciudad capital, Santa Rosa y a 560 km de la Ciudad Autónoma de Buenos Aires.

## Servicios
Desde agosto de 2015 no se prestan servicios de pasajeros.
Sus vías están concesionadas a la empresa de cargas Ferroexpreso Pampeano